# Куригальзу II
Куригальзу II Младший — касситский царь Вавилонии (Кардуниаша) приблизительно в 1346 — 1324 годах до н. э., сын царя Бурна-Буриаша II. Принял титул «царь множеств» (Šar kissati).

## Взаимоотношения с Ассирией
Куригальзу II взошёл на престол при содействии ассирийского царя Ашшур-убаллита I. Впоследствии, уже после смерти Ашшур-убаллита I Куригальзу, по крайней мере, раза два воевал с Ассирией. Первое сражение произошло у Килизи, расположенном на пути из Ниневии в Арбелы; второе — при городе Сугага на Тигре, по-видимому, недалеко от Ашшура. Согласно ассирийской «Синхронической истории», в битве при Сугаге Куригальзу потерпел сокрушительное поражение от ассирийского царя Эллиль-нирари, после чего, как сказано в источнике, «от Шасилы, что в стране Субари до страны Кардуниаш они разделили поля надвое и утвердили пограничную линию». Согласно же вавилонской Хронике P (BM 92701), при Сугаге победил Куригальзу II — вавилонский царь «воинов его (ассирийского царя) перебил, начальствующих его себе захватил». При этом Хроника P помещает битву при Сугаге во времени после победоносного похода Куригальзу на Элам.
Очевидно, после битвы при Сугаге между Вавилонией и Ассирией был установлен прочный мир. В архивах Ниппура сохранилось письмо Эллиль-нирари к вавилонскому царю, свидетельствующее о мирном периоде в их взаимоотношениях.

## Поход на Элам

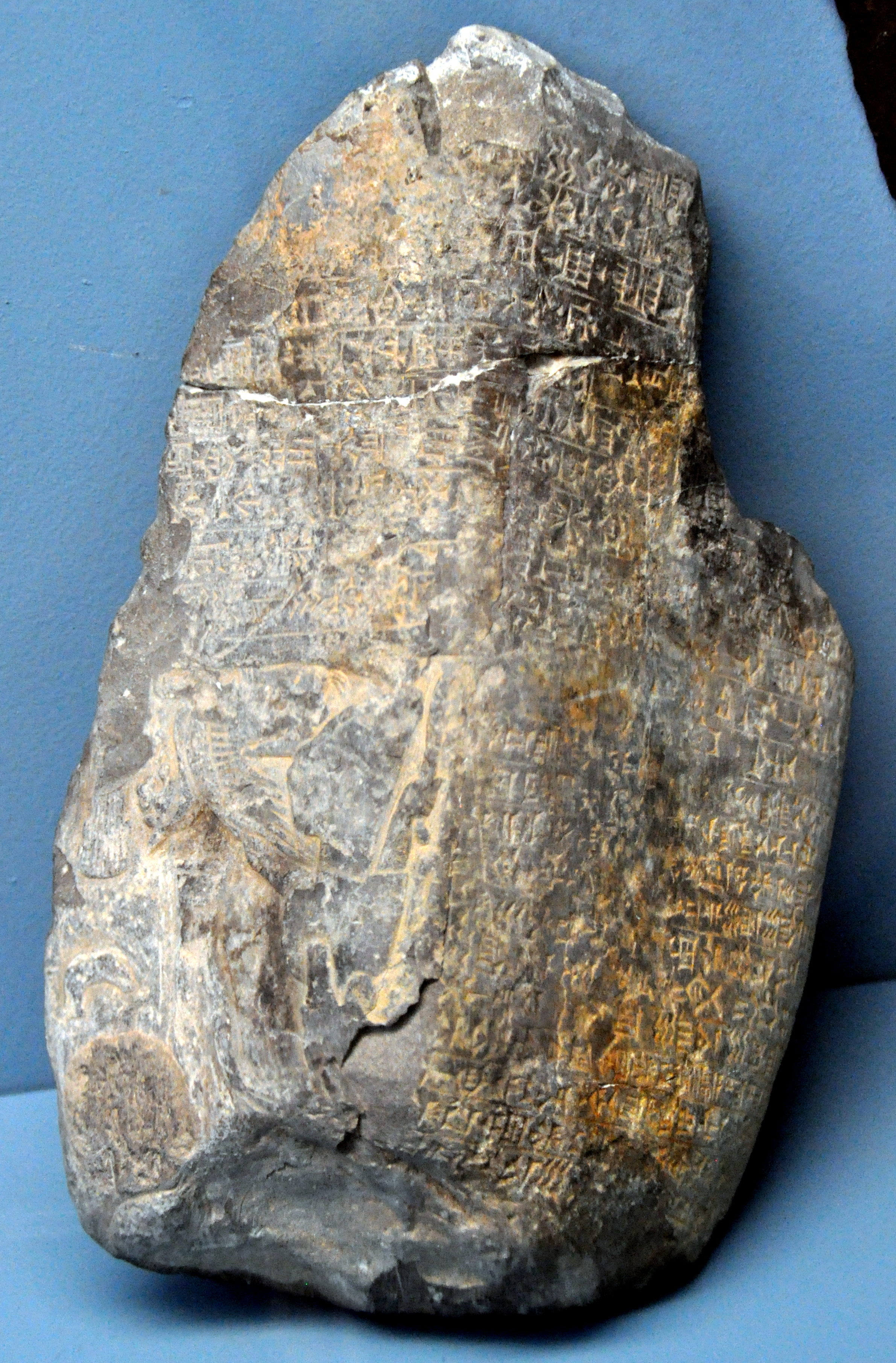
Кудурру. Юридический документ о пожаловании земли касситским царём Куригалзу II, хранившийся в храме. Из Ниппура. Экспонируется в Музее древнего Востока, Стамбул, Турция.

Вавилонская Хроника P (BM 92701) повествует о том как перед вторжением в Элам Куригальзу II одержал убедительную победу над неким сильным враждебным «воинством», причём в тексте хроники не сохранилось упоминаний ни о государственной, ни об этнической принадлежности побеждённых «воинов», а равно не уцелело и указание на их предводителя или царя, если хроника вообще когда то содержала его имя. Сами «воины» в тексте хроники говорят о себе как о едином коллективном военно-политическом субъекте («нам не было равного среди народов»). Будучи побеждёнными Куригальзу, «воины» принесли ему «дары»-эрбу и присоединились к его воинству, вероятно, приняв участие в продолжении вавилонского похода. По мнению А. А. Немировского, под этими «воинами» следует понимать некий общинно-племенной коллектив, не имеющий царя, и поскольку сообщение о победе над ним в хронике непосредственно предшествует повествованию о вторжении Куригальзу в Элам, «воинов» логичнее всего идентифицировать как горцев, обитавших к северо-востоку от Вавилонии и, соответственно, к северо-западу от Элама. 
Согласно Хронике P, эламский царь Хурбатила бросил вызов Куригальзу, после чего царь Вавилона разбил эламитов в сражении при Дур-Шульги, пленил царя Хурбатилу, захватил Сузы и весь Элам. Пленённый Хурбатила обязался уплачивать Куригальзу «подать»-мандатту, подобно царям других стран, подчинённых Вавилонии. Данные хроники подтверждаются находками на территории бывшего Элама нескольких надписей, упоминающих о победах Куригальзу II. В частности, в Сузах была обнаружена статуя с надписью MDP XXVIII 9 следующего содержания: «Куригальзу, царь множеств, победивший Сузы и Элам до предела Мархаши». Табличка из Ниппура содержит надпись CBS 8598, повествующую о захвате дворца в некоем эламском городе: «Куригальзу, царь Кардуниаша, дворец города Шаша [= Сузы?], что в Эламе, захватил, и богине Нинлиль, госпоже своей, ради жизни своей [добытое] в дар поднес». 
Куригальзу II правил 25 лет. От времени его правления сохранилось примерно 150 хозяйственных и несколько вотивных (посвятительных) текстов, зачастую содержащихся на небольших каменных объектах.
| III Вавилонская (касситская) династия |                                              |                         |
| Предшественник: Нази-Бугаш            | царь Вавилона ок. 1346 — 1324 годов до н. э. | Преемник: Нази-Марутташ |